# Bosznia-hercegovinai férfi jégkorong-válogatott
A Bosznia-hercegovinai férfi jégkorong-válogatott Bosznia-Hercegovina nemzeti csapata, amelyet a Bosznia-hercegovinai Jégkorongszövetség (szerbhorvátul: Hokejaški savez Bosne i Hercegovine; Хокејашки савез Босне и Херцеговине) irányít. Első mérkőzésüket 2008. február 15-én játszották a 2008-as jégkorong-világbajnokság divízió III-as selejtezőiben és ekkor csatlakoztak a nemzetközi mezőnyhöz. 2016-ban a 44. helyen (4. hely a Divízió III-ban) végeztek és összesítésben ez a legjobb helyezésük. Legjobb eredményüket 2024-ben érték el, amikor megnyerték a divízió III/B csoportot és feljutottak a divízió III A-ba. 

## Eredmények

### Világbajnokság
- 1920-1992 –  Jugoszlávia része volt
- 1993–2007 – Nem vett részt
- 2008 – 47. hely (2. a Divízió III selejtezőben)
- 2009–2014 – Nem vett részt
- 2015 – 47. hely (7. a Divízió III-ban)
- 2016 – 44. hely (4. a Divízió III-ban)
- 2017 – Visszalépett
- 2018 – 48. hely (2. a Divízió III selejtezőben)
- 2019 – 50. hely (4. a Divízió III selejtezőben)
- 2020 – Törölve a Covid19-pandémia miatt[1]
- 2021 – Törölve a Covid19-pandémia miatt[2]
- 2022 – 44. hely (3. a Divízió III/B csoportban)
- 2023 – 47. hely (2. a Divízió III/B csoportban)
- 2024 – 47. hely (1. a Divízió III/B csoportban)